# The Legion
The Legion is een deathmetalband uit Zweden.
In 1999 begonnen de jongens metal te maken.
Ze zijn begonnen (zoals ze het zelf zeggen) met het doel om Zwarte plaag en agressie de wereld in te helpen met behulp van hun muziek.
De band staat bekend om het snellere blast werk, met rustige gitaar erdoorheen.
De zanger heeft alleen maar Screaming (Grunt) zang.
De balance van hard en zacht is kenmerkend voor hun muziek.
En in 2000 maakte ze hun eerste demo Bloodaeons met daarop vier nummers.
Deze werd een succes en ze maakte een 7" plaat in 2002: Awekened Fury
met daarop 3 nummers. Ook brachten ze de cd Awakened Fury uit met daarop 5 nummers.
In 2003 kwam de cd Unseen to Creation uit en hun nieuwste album wordt in februari 2006 uitgebracht, dit album krijgt de naam Revocation.
Eind 2005 is de bassist Lars Martinsson vervangen door Kristoffer Andersson (van Sargatanas Reign )

## De bandleden
- D. Svartz - Gitaar
- L. Martinsson - Bas
- E. Dragutinovic - Drums
- R. Kottelin - Gitaar
- K. Hektoen - Zang

## Discografie
- Bloodaeons (demo) - (2000)
- Awakened Fury  (7" on red vinyl) - (2002)
- Awakened Fury  (cd) - (2002)
- Unseen to Creation (cd) - (2003)
- Revocation (cd) - (2006)